# 在日ニカラグア人
在日ニカラグア人（ざいにちニカラグアじん）は、日本に一定期間在住するニカラグア国籍の人々である。

## 統計
日本の法務省の在留外国人統計によると、2018年6月末時点で在日ニカラグア人は89人である。
在留資格別（3位まで）
| 順位 | 在留資格         | 人数 |
| ---- | ---------------- | ---- |
| 1    | 永住者           | 48   |
| 2    | 日本人の配偶者等 | 13   |
| 3    | 研修             | 9    |

都道府県別（3位まで）
| 順位 | 都道府県 | 人数 |
| ---- | -------- | ---- |
| 1    | 神奈川   | 16   |
| 2    | 東京     | 14   |
| 3    | 静岡     | 11   |

## 著名人
- デビッド・グリーン
- ビセンテ・パディーヤ